# Albert Gallatin Egbert

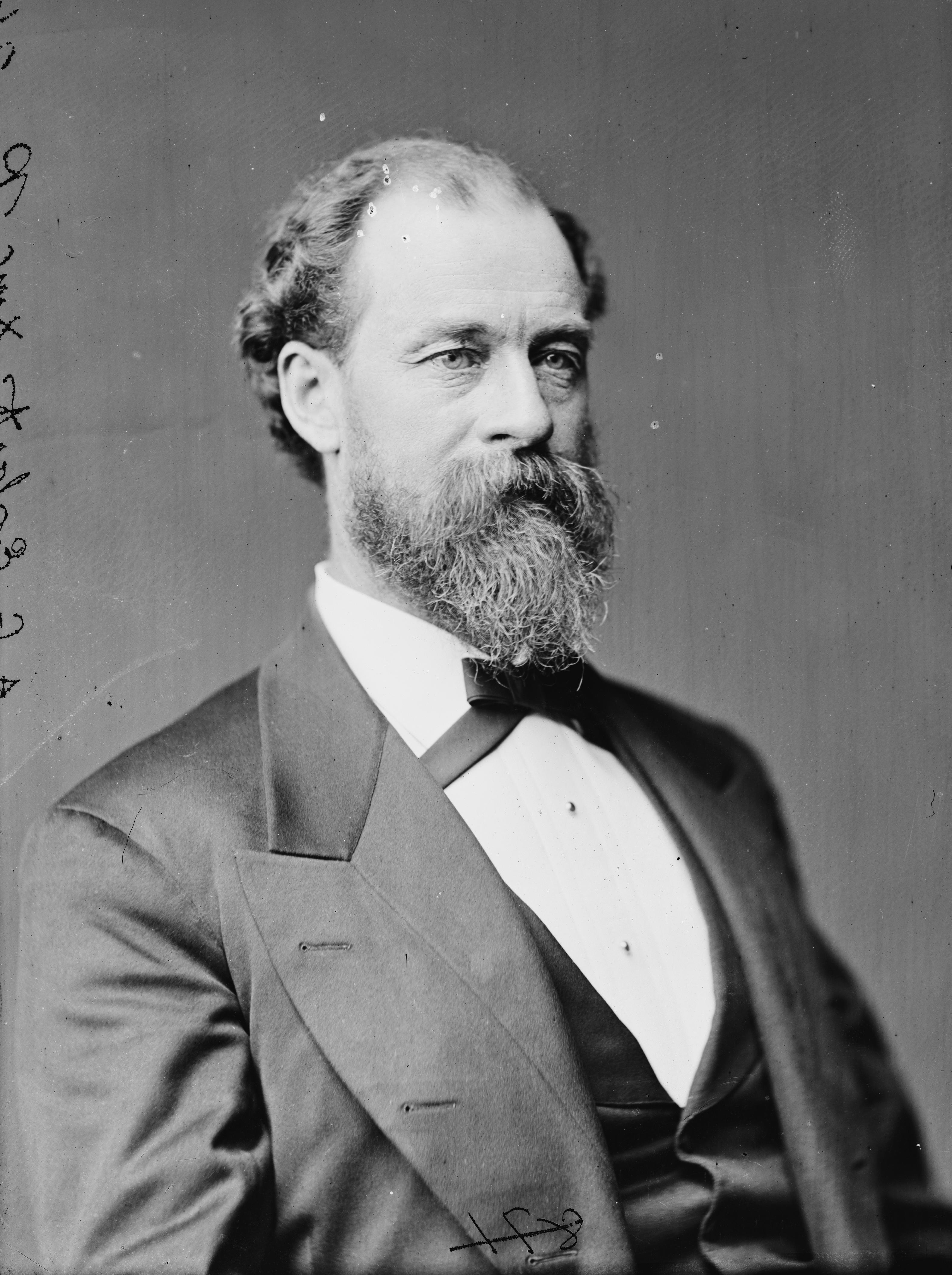
Albert Gallatin Egbert

Albert Gallatin Egbert (* 13. April 1828 bei Sandy Lake, Mercer County, Pennsylvania; † 28. März 1896 in Franklin, Pennsylvania) war ein US-amerikanischer Politiker. Zwischen 1875 und 1877 vertrat er den Bundesstaat Pennsylvania im US-Repräsentantenhaus.

## Werdegang
Albert Egbert besuchte die öffentlichen Schulen seiner Heimat und danach die Austinburg Academy in Ohio. Nach einem anschließenden Medizinstudium an der Western Reserve University in Cleveland und seiner 1856 erfolgten Zulassung als Arzt begann er in Clintonville in diesem Beruf zu arbeiten. Später verlegte er seinen Wohnsitz und seine Praxis in den Ort Cherrytree. Im Jahr 1861 gab er seinen Beruf auf, um in der Ölbranche und der Landwirtschaft zu arbeiten. Während des Bürgerkrieges war er aber doch wieder als freiwilliger Arzt tätig. Nach dem Krieg gab er diese Tätigkeit auf.
Politisch wurde Egbert Mitglied der Demokratischen Partei. Bei den Kongresswahlen des Jahres 1874 wurde er im 27. Wahlbezirk von Pennsylvania in das US-Repräsentantenhaus in Washington, D.C. gewählt, wo er am 4. März 1875 die Nachfolge von Lemuel Todd antrat. Da er im Jahr 1876 auf eine weitere Kandidatur verzichtete, konnte er bis zum 3. März 1877 nur eine Legislaturperiode im Kongress absolvieren. Während dieser Zeit war er Vorsitzender des Committee on Mileage.
Nach dem Ende seiner Zeit im US-Repräsentantenhaus betätigte sich Albert Egbert wieder in der Ölbranche und in der Landwirtschaft. Er starb am 28. März 1896 in Franklin, wo er auch beigesetzt wurde.